# Верхне-Донской округ
Верхне-Донской округ — административная единица области Войска Донского Российской империи в 1918–1920 годах; окружное управление в станице Вёшенская.

## География
Площадь территории — вёрст²

## История
К началу XX века область Войска Донского состояла из 9 округов: 1-го Донского, 2-го Донского, Донецкого, Усть-Медведицкого, Хопёрского, Черкасского, Ростовского, Сальского и Таганрогского.
Верхне-Донской округ решением Большого Круга Войска Донского планировалось создать ещё в конце 1917 года (первоначальное название предполагалось — Третий Донской округ).
В 1918 году из частей Усть-Медведицкого, Донецкого и Хопёрского округов был образован Верхне-Донской округ.
Первым атаманом Верхне-Донского округа стал Алфёров, Захар Акимович (1874–1957), казак станицы Еланской, генерал-майор (1918).
Эти земли стали ареной наиболее ожесточенной борьбы во время Гражданской войны на Дону: Мигулинское восстание (1918), Вёшенское восстание (Верхнедонское, 1919).

## Население
Численность населения — человек.

## Административное деление
В 1918 году в состав округа входили:
- Боковский юрт — станица Боковская,
- Букановский юрт — станица Букановская, при рр. Раствердяевке и Хопре,
- Вёшенский юрт — станица Вёшенская — окружной центр, при р. Дон,
- Еланский юрт — станица Еланская, при р. Дон,
- Казанский юрт — станица Казанская, при р. Дон,
- Каргинский юрт — станица Каргинская,
- Краснокутский юрт — станица Краснокутская, при р. Чир,
- Мешковский юрт — станица Мешковская,
- Мигулинский юрт — станица Мигулинская, при р. Дон,
- Слащевский юрт — станица Слащёвская, при р. Хопре,
- Федосеевский юрт — станица Федосеевская, при р. Хопре,
- Шумилинский юрт — станица Шумилинская.